# Стругова установка

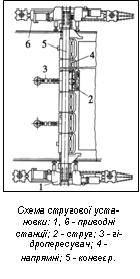

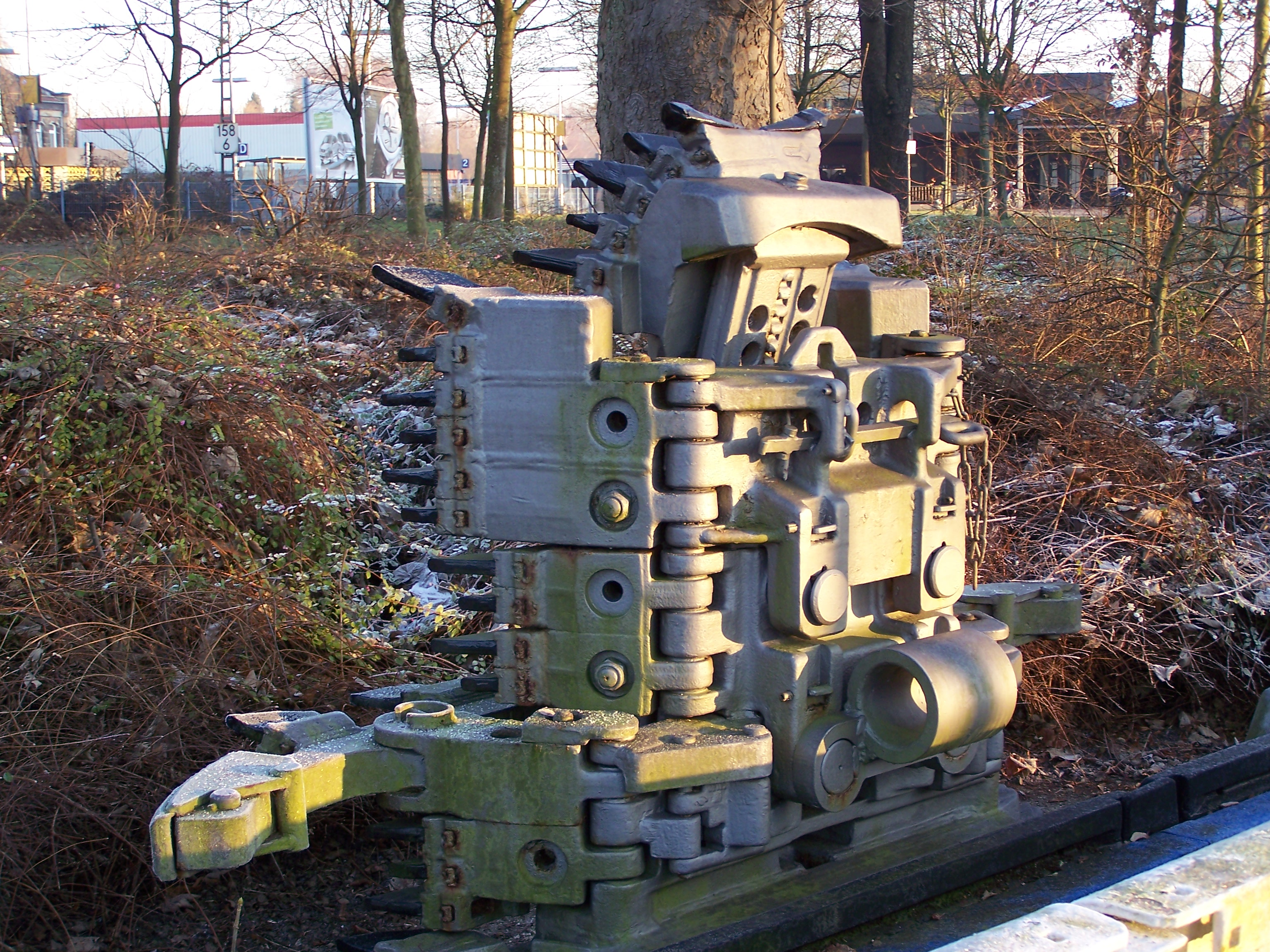

Стругова установка — вузькозахопна комбінована гірнича машина довгих очисних вибоїв, призначена для механізованого сколювання (зрізання) і навантаження корисних копалин з допомогою струга, а також доставки її конвеєром (або без нього).

## Загальний опис

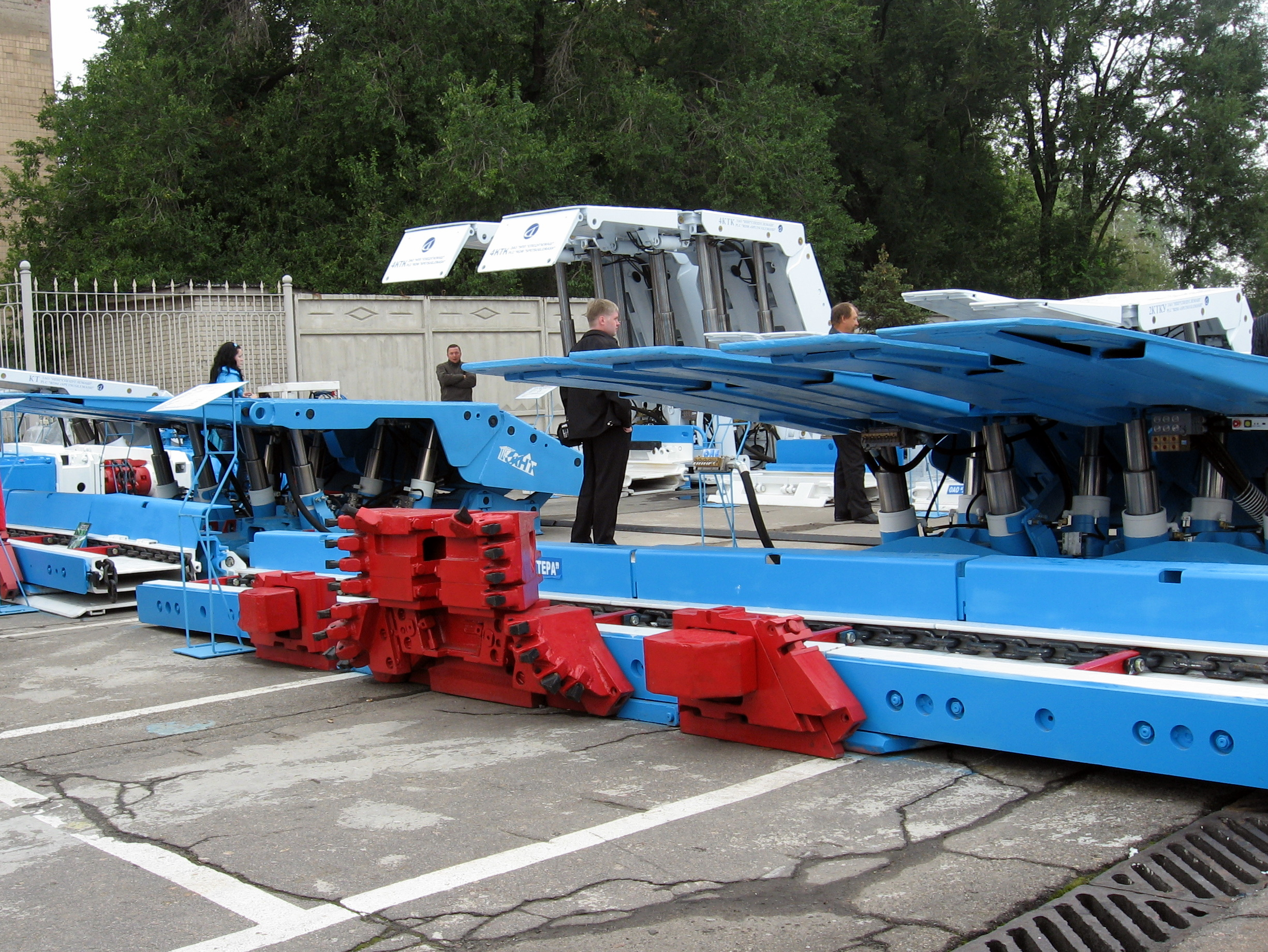
Струг

Застосовуються для виїмки вугілля пологих і крутих пластів (до 35о).
На пологих пластах С.у. включають наступні осн. вузли: 2 приводи (верхній і нижній), тяговий орган (ланцюг), виконавчий орган (струг), скребковий конвеєр, систему гідродомкратів пересувного конвеєра, опорні балки для направленого пересування приводних станцій і регулювання положення установки в очисному вибої, енергоустаткування, засоби зв'язку, сигналізації і пилопригнічення. У С.у. для виїмки вугілля крутих пластів (понад 35о), на відміну від очисних вибоїв пологих пластів, відсутній конвеєр.

## Класифікація
У залежності від умов застосування і характеру роботи С.у. поділяються:
- за кутом падіння — на установки для пологих (до 35о), крутих пластів і універсальні установки для пластів з кутом падіння від 0 до 90;
- за принципом руйнування — на статичні і динамічні або активні установки;
- за швидкістю руху виконавчого органу — на тихохідні (до 15 м/хв), швидкохідні (15-60 м/хв) і швидкісні (понад 60 м/хв) установки;
- за конструкцією виконавчого органу — на прості і комбіновані, з вільним і примусовим поворотом різцевої головки, з опорами ковзання і опорами кочення.

## Технологія виймання
Можливі два варіанти переміщення С.у. за допомогою гідродомкратів переміщення в складі секцій механізованого кріплення:
- 1. Шляхом постійного притискання риштачного постава, що входить до складу С.у., до вибою;
- 2. Подача риштачного постава на задану величину кроку пересування. Цей варіант (дозована виїмка) є перспективною розробкою і може бути реалізований тільки у складі мехатронних стругових комплексів. Його переваги: — постійність заданого розміру стружки h по всій машинній довжині лави і формування прямолінійної форми вибою, що особливо актуально при підвищених значеннях опірності пласта різанню і наявності міцних породних прошарків; — можливість оперативного регулювання величини h в залежності від умов виїмки; — усунення вигинів риштачного постава, а, отже, виключення заклинювання стругового виконавчого органу і зниження тягових зусиль; — істотне підвищення продуктивності і надійності при виїмці вугілля; — можливість розширення області застосування стругових установок на пласти підвищеної міцності.

## Приклади
- Приклад С.у.: УСТ-4 ВАТ «Горлівський машзавод», розробник — ЛІСВУ. Лави довжиною до 200 м на пластах потужністю 0,55-1,2 м з кутами падіння при роботі за простяганням до 25о, за підняттям — до 8о, за падінням — до 5о при макс. опірності вугілля різанню в стабільній зоні до 250 кН/м і в зоні роботи ріжучого інструмента 125 кН/м.